# Sybra suturemaculata
Sybra suturemaculata là một loài bọ cánh cứng trong họ Cerambycidae.